# Streptokokkenangina
Bei der Streptokokkenangina handelt es sich um eine bakterielle Entzündung der Rachenschleimhaut durch beta-hämolysierende Streptokokken der Gruppe A (Streptococcus pyogenes).

## Erreger
Vom Streptococcus pyogenes gibt es über 80 Serotypen, die sich durch die Antigenität des Oberflächenproteins M unterscheiden. Sofern dieses nicht durch Antikörper inaktiviert wird, schützt dieses Protein und auch die Bakterienkapsel aus Hyaluronsäure vor der Phagozytose.
Bei der Entstehung einer Infektion mit Streptococcus pyogenes spielen aber auch extrazelluläre Toxine und Enzyme eine Rolle. Darunter die pyrogenen Exotoxine A, B und C, Streptolysin O und S und die Streptokinase.
Übertragung des Erregers erfolgt vorwiegend als Tröpfcheninfektion, vor allem von symptomatischen Keimträgern, da diese kontagiöser sind. Auch durch kontaminierte Nahrungsmittel kann eine Übertragung erfolgen.

## Epidemiologie
Der Streptococcus pyogenes kommt weltweit vor und ist für den Menschen obligat pathogen. Vor allem bei gemäßigtem oder kaltem Klima, vorzugsweise von Januar bis April, kann die Streptokokkenangina endemisch oder auch sporadisch auftreten. Überwiegend erkranken Grundschulkinder, 15–20 % von ihnen sind asymptomatische Träger des Keimes. Etwa 50 % der Infektionen verlaufen asymptomatisch oder nur mit leichten Symptomen. Nach der Erkrankung hat man eine Immunität gegen den jeweiligen M-Typ, aber nicht gegen die anderen Typen. Einige Personen bilden jedoch keine oder nicht ausreichend Antikörper und somit Immunität. Sie sind u. U. betroffen von rezidivierenden Infekten.

## Klinik
Nach einer Inkubationszeit von 1 bis 4 Tagen beginnt die Symptomatik in unterschiedlichster Ausführung.
Hauptsymptome sind:
- akuter Beginn
- Schluckschmerz
- Fieber > 39 °C
- Unwohlsein, Schüttelfrost
- Kopfschmerzen
- Übelkeit, Erbrechen und Leibschmerzen vor allem bei Kindern

In der klinischen Untersuchung finden sich eine Rötung und Schwellung der Tonsillen mit weißen Stippchen an der Oberfläche (follikuläre Tonsillitis). Dazu kommt eine beidseitige schmerzhafte Schwellung der Kieferwinkeldrüsen. Auch nach Tonsillektomie tritt die Streptokokkenangina auf, hier kommt es zur Rötung von Rachen und Tonsillenbett.

## Komplikationen
Akute Komplikationen sind:
- Tonsillarabszess
- Retropharyngealabszess
- Otitis media
- Mastoiditis

Spätkomplikationen
- rheumatisches Fieber
- Glomerulonephritis
- streptokokkeninduziertes Toxisches Schocksyndrom (TSS)

## Diagnostik
Die genaueste Methode ist der kulturelle Erregernachweis im Rachenabstrich. Sogenannte Schnelltest-Kits können den Verdacht auf Streptokokkenangina weiter erhärten, haben jedoch eine höhere Fehlerrate. Die Serodiagnose ist erst im Verlauf möglich, nachgewiesen wird dann ein Anstieg der Antikörper gegen Streptolysin O. Im Blutbild zeigt sich häufig eine Leukozytose mit Linksverschiebung.
Differenzialdiagnosen
- Angina durch Adenoviren, Mycoplasma pneumoniae, Influenzaviren, Parainfluenzaviren
- Mononukleose
- Plaut-Vinzent-Angina

## Therapie
Für eine schnelle Erholung sollte Bettruhe eingehalten werden. Halswickel und Gurgeln mit Kamille kann die Heilung unterstützen.
Die Streptokokken müssen mittels Antibiotika, vorzugsweise Penicillin, eliminiert werden. Bei Penicillinallergie kommt Erythromycin zum Einsatz.